# 森里错
30°25′N 84°04′E / 30.417°N 84.067°E
森里错（藏語：སེང་ལི་མཚོ，威利转写：seng li mtsho，THL：Sengli Tso）位于中国西藏自治区南部日喀则市仲巴县境内，地处仲巴县中部，冈底斯山中段北麓，湖面海拔5386米，面积78平方公里。是中国海拔最高的外流淡水湖。湖水经由来乌藏布注入雅鲁藏布江上游的马泉河。湖滨为天然牧场。